# Zāgheh-ye Soflá (ort i Iran)
Zāgheh-ye Soflá (persiska: زاغِۀ سُفلَى, زاغِۀ پائين, زاغِه, زاغه سفلى) är en ort i Iran.   Den ligger i provinsen Kurdistan, i den nordvästra delen av landet, 400 km väster om huvudstaden Teheran. Zāgheh-ye Soflá ligger 1 906 meter över havet och antalet invånare är 459.
Terrängen runt Zāgheh-ye Soflá är huvudsakligen kuperad, men åt nordväst är den platt. Runt Zāgheh-ye Soflá är det ganska glesbefolkat, med 28 invånare per kvadratkilometer. Närmaste större samhälle är Golāneh, 11,2 km nordväst om Zāgheh-ye Soflá. Trakten runt Zāgheh-ye Soflá består i huvudsak av gräsmarker.